# Ministère des Finances (Algérie)
(ar) وزارة المال 

Le ministère des Finances est un département ministériel du gouvernement algérien. Le ministère a son siège dans l'immeuble Ahmed-Francis à Ben Aknoun, à Alger. 

## Rôle principal
La loi confère au ministre la mission de favoriser le développement économique et de conseiller le gouvernement en matière financière. À ces fins, le ministère, qui joue un rôle central au sein du gouvernement, conseille le Premier ministre ainsi que le gouvernement dans les domaines budgétaire, fiscal, financier et comptable.
Le ministre des Finances traite, sous le haut patronage du chef de l'État ainsi que du chef du gouvernement, les questions relatives :
- à la préparation du budget et à son exécution ;
- à la comptabilité publique ;
- au domaine ;
- à la fiscalité pétro-gazière (hydrocarbures) ;
- aux pensions ;
- aux impôts ;
- au cadastre et à la publicité foncière ;
- aux douanes et droits indirects.

Il prépare et met en œuvre la politique en matière budgétaire et fiscale.
Il est chargé de l’équilibre de l’ensemble des comptes publics et de la stratégie pluriannuelle en la matière et, notamment, de l’équilibre des comptes sociaux et des mesures de financement de la protection sociale.
La Cellule de traitement du Renseignement financier (CTRF) est un organisme du ministère, chargé de la lutte contre la fraude et le blanchiment d'argent.

## Liste des ministres
| Début             | Fin               | Ministre                                                         | Gouvernement                                                                                   |
| ----------------- | ----------------- | ---------------------------------------------------------------- | ---------------------------------------------------------------------------------------------- |
| 27 septembre 1962 | 4 septembre 1963  | Ahmed Francis (FLN)                                              | gouvernement Ben Bella I                                                                       |
| 4 septembre 1963  | 2 décembre 1964   | Bachir Boumaza (FLN)                                             | gouvernement Ben Bella I et II                                                                 |
| 2 décembre 1964   | 20 juin 1965      | Lounici Mustapha (rattaché à la présidence Administrateur civil) | gouvernement Ben Bella III                                                                     |
| 20 juin 1965      | 10 juillet 1965   | Ahmed Medeghri (FLN)                                             | gouvernement Boumédiène I                                                                      |
| 10 juillet 1965   | 14 décembre 1967  | Ahmed Kaïd (FLN)                                                 | gouvernement Boumédiène II                                                                     |
| 14 décembre 1967  | 7 mars 1968       | Ahmed Medeghri (FLN) (par intérim)                               | gouvernement Boumédiène II                                                                     |
| 7 mars 1968       | 17 mars 1970      | Chérif Belkacem (FLN)                                            | gouvernement Boumédiène II                                                                     |
| 17 mars 1970      | 21 juillet 1970   | Ahmed Medeghri (FLN) (par intérim)                               | gouvernement Boumédiène II                                                                     |
| 21 juillet 1970   | 14 février 1976   | Smaïn Mahroug (FLN)                                              | gouvernement Boumédiène III                                                                    |
| 14 février 1976   | 23 avril 1977     | Abdelmalek Temmam (FLN)                                          | gouvernement Boumédiène III                                                                    |
| 23 avril 1977     | 8 mars 1979       | Mohamed Seddik Ben Yahia (FLN)                                   | gouvernement Boumédiène IV                                                                     |
| 8 mars 1979       | 12 janvier 1982   | M'hamed Yala (FLN)                                               | gouvernement Abdelghani I et II                                                                |
| 12 janvier 1982   | 18 février 1986   | Boualem Benhamouda (FLN)                                         | gouvernement Abdelghani III gouvernement Brahimi I                                             |
| 18 février 1986   | 9 novembre 1988   | Abdelaziz Khellef (FLN)                                          | gouvernement Brahimi II                                                                        |
| 9 novembre 1988   | 9 septembre 1989  | Sid Ahmed Ghozali                                                | gouvernement Merbah                                                                            |
| 9 septembre 1989  | 4 juin 1991       | Ghazi Hidouci                                                    | gouvernement Hamrouche                                                                         |
| 4 juin 1991       | 16 octobre 1991   | Hocine Benissad                                                  | gouvernement Ghozali I                                                                         |
| 16 octobre 1991   | 19 juin 1992      | Sid Ahmed Ghozali                                                | gouvernement Ghozali II                                                                        |
| 8 juillet 1992    | 21 août 1993      | Bélaïd Abdessalam                                                | gouvernement Abdesslam                                                                         |
| 4 septembre 1993  | 11 avril 1994     | Mourad Benachenhou                                               | gouvernement Malek                                                                             |
| 11 avril 1994     | 26 septembre 1996 | Ahmed Benbitour                                                  | gouvernement Sifi I et II gouvernement Ouyahia I                                               |
| 26 septembre 1996 | 23 décembre 1999  | Abdelkrim Harchaoui                                              | gouvernement Ouyahia I et II gouvernement Hamdani                                              |
| 23 décembre 1999  | 31 mai 2001       | Abdelatif Benachenhou                                            | gouvernement Benbitour gouvernement Benflis I                                                  |
| 31 mai 2001       | 4 juin 2002       | Mourad Medelci                                                   | gouvernement Benflis II                                                                        |
| 4 juin 2002       | 5 mai 2003        | Mohamed Terbeche                                                 | gouvernement Benflis III                                                                       |
| 5 mai 2003        | 1er mai 2005      | Abdelatif Benachenhou                                            | gouvernement Ouyahia III et IV                                                                 |
| 1er mai 2005      | 4 juin 2007       | Mourad Medelci                                                   | gouvernement Ouyahia V gouvernement Belkhadem I                                                |
| 4 juin 2007       | 29 avril 2014     | Karim Djoudi                                                     | gouvernement Belkhadem II gouvernement Ouyahia VI, VII, VIII et IX gouvernement Sellal I et II |
| 5 mai 2014        | 14 mai 2015       | Mohamed Djellab                                                  | gouvernement Sellal III                                                                        |
| 14 mai 2015       | 11 juin 2016      | Abderrahmane Benkhalfa                                           | gouvernement Sellal IV                                                                         |
| 11 juin 2016      | 24 mai 2017       | Hadji Baba Ammi                                                  | gouvernement Sellal IV                                                                         |
| 25 mai 2017       | 31 mars 2019      | Abderrahmane Raouya                                              | Gouvernement Tebboune Ouyahia X                                                                |
| 31 mars 2019      | 4 janvier 2020    | Mohamed Loukal                                                   | gouvernement Bedoui                                                                            |
| 4 janvier 2020    | 23 juin 2020      | Abderrahmane Raouya                                              | gouvernement Djerad I                                                                          |
| 23 juin 2020      | 17 février 2022   | Aïmene Benabderrahmane                                           | gouvernement Djerad II et III gouvernement Benabderrahmane                                     |
| 17 février 2022   | 14 juin 2022      | Abderrahmane Raouya                                              | gouvernement Benabderrahmane                                                                   |
| 14 juin 2022      | 16 mars 2023      | Brahim Djamel Kassali                                            | gouvernement Benabderrahmane                                                                   |
| 16 mars 2023      | 2 février 2025    | Laaziz Fayed                                                     | gouvernement Benabderrahmane/Larbaoui gouvernement Larbaoui II                                 |
| 2 février 2025    | en fonction       | Abdelkrim Bouzred                                                | gouvernement Larbaoui II                                                                       |

### Liste des ministres délégués au Budget
| Début             | Fin             | Ministre         | Gouvernement |
| ----------------- | --------------- | ---------------- | --- |
| 22 janvier 1984   | 18 février 1986 | Mostefa Benamar  | gouvernement Brahimi I |
| 18 juin 1991      | 8 juillet 1992  | Mourad Medelci   | gouvernement Ghozali I et II |
| 8 juillet 1992    | 26 août 2000    | Ali Brahiti      | gouvernement Abdesslam gouvernement Malek gouvernement Sifi I et II gouvernement Ouyahia I et II gouvernement Hamdani gouvernement Benbitour |
| 31 mai 2001       | 4 juin 2002     | Mohamed Terbeche | gouvernement Benflis II |
| 11 septembre 2013 | 29 avril 2014   | Mohamed Djellab  | gouvernement Sellal II |
| 5 mai 2014        | 11 juin 2016    | Hadji Baba Ammi  | gouvernement Sellal III et IV |

### Liste des ministres délégués au Trésor
| Début           | Fin              | Ministre             | Gouvernement                                   |
| --------------- | ---------------- | -------------------- | ---------------------------------------------- |
| 18 juin 1991    | 22 février 1992  | Ali Benouari         | gouvernement Ghozali I, II                     |
| 22 février 1992 | 21 août 1993     | Ahmed Benbitour      | gouvernement Ghozali II gouvernement Abdesslam |
| 15 avril 1994   | 31 décembre 1995 | Bader-Eddine Nouioua | gouvernement Sifi I et II                      |

### Liste des ministres chargés de la réforme financière
| Début         | Fin           | Ministre        | Gouvernement                                          |
| ------------- | ------------- | --------------- | ----------------------------------------------------- |
| 4 juin 2002   | 19 avril 2004 | Fatiha Mentouri | gouvernement Benflis III gouvernement Ouyahia III     |
| 19 avril 2004 | 4 juin 2007   | Karim Djoudi    | gouvernement Ouyahia IV et V gouvernement Belkhadem I |
| 4 juin 2007   | 23 juin 2008  | Fatiha Mentouri | gouvernement Belkhadem II                             |